# Parcul Național Pădurea Tucholei
Parcul Național Pădurea Tucholei (poloneză Park Narodowy Bory Tucholskie, cașubiană Nôrodny Park Tëchòlscze Bòrë) este un parc național situat în powiat chojnicki, voievodatul Pomerania, în partea de nord a Poloniei. Ocupă o suprafață de 46,13 km² și este înconjurat de o altă arie protejată, Parcul Peisagistic Zaborski. Parcul protejează cea mai veche parte a Pădurii Tucholei. A fost creat la data de 1 iulie 1996. Sediul central al parcului se află în Charzykowy.

## Istorie
Conform primelor propuneri de creare a parcului, el urma să acopere o suprafață de aproximativ 130 km², dar după o serie de proteste și după numeroase discuții cu autoritățile locale, s-a decis că parcul național să fie restrâns doar la aria așa-numitului torent al celor Șapte Lacuri (Struga Siedmiu Jezior). Teritoriul inclus în parc fusese anterior proprietatea statului, protejată în cadrul Rezervației Pădurilor Rytel. Lacurile au fost administrate de Agenția Statală a Terenurilor Agricole.

## Geografie
Teritoriul unde se află Parcul Național Pădurea Tucholei a fost format de Ghețarul Scandinavian. Aria este acoperită de câmpii nisipoase diversificate prin numeroase lacuri. Solurile în parcul sunt de proastă calitate.
Între frontierele parcului sunt peste 20 lacuri, cel mai mare și cel mai adânc fiind lacul Ostrowite (28,07 km² și 43 m de adâncime). Teritoriul este străbatut și de râul Brda. Apele în parc sunt de mare calitate și neamestecate.
În parcul se poate vedea 144 specii ale păsărilor incluzând bufnița și cocorul. Autoritățile parcului plănuiesc să reintroducă cocoșul sălbatic – odată simbolul parcului – într-un ecosistem local. Alte specii rare tipice pentru parc sunt lilieci, castori și drosere.